# Флаг Солт-Лейк-Сити
Флаг Солт-Лейк-Сити — официальный символ города Солт-Лейк-Сити штата Юта Соединённых Штатов Америки, впервые принятый в 1969 году.
Современный вариант флага принят 6 октября 2020 года.
На флаге голубая и белая полосы, на голубой полосе цветок калохортуса.

## Вариант 1969-2006
Проект первого флага города был разработан Дж. Рулоном Хейлзом — победителем конкурса, проводимого газетой Deseret News. Флаг был создан учениками старшей школы Хайленд и официально утверждён 13 ноября 1969 года.
Полотнище в середине на белом фоне изображает чаек, мормонских пионеров, крытую повозку и восходящее над хребтом Уосатч солнце. Причём часть изображённого заключена в контур в виде улья, который символизирует трудолюбие и связан с основанием Солт-Лейк-Сити и наследием Церкви Иисуса Христа Святых последних дней.

## Вариант 2006-2020
В 2004 году мэр Солт-Лейк-Сити Рокки Андерсон профинансировал конкурс для изменения флага. По его мнению, старый флаг сосредотачивался всецело на мормонском наследии города.
Конкурс собрал более 50 заявок, но не представил ни одного проекта, который, согласно городскому совету, содержал бы «символическое изображение, ассоциируемое с Солт-Лейк-Сити». После этого был сформирован подкомитет, чтобы совместно с мэрией создать новый проект флага. Окончательный вариант городской совет одобрил 4 октября 2006 года.
Флаг представляет собой полотнище из двух равновеликих горизонтальных полос: верхней — зелёного и нижней — синего цвета. В середине расположен овал, в котором изображены горный хребет, чёрный силуэт города на его фоне и название города белыми буквами.